# Zaklęci w czasie (film)
Zaklęci w czasie – amerykański dramat Sci-Fi z 2009 w reżyserii Roberta Schwentke. Scenariusz filmu powstał na podstawie powieści Audrey Niffenegger pod tym samym tytułem z 2003 r.

## Opis fabuły
Film opowiada historię Henry'ego, który posiada zdolność podróży w czasie. Jego skoki temporalne zdarzają się całkowicie przypadkowo - bohater filmu nie ma żadnej możliwości ich kontrolowania, nie wie kiedy nastąpi, ani dokąd zostanie przeniesiony podczas następnego napadu. Henry najczęściej przenosi się w przedziale czasowym swojego życia: spotyka siebie, swoją przyszłą żonę i matkę. W pewnym momencie swoich podróży odkrywa, że zostanie postrzelony i prawdopodobnie umrze, jednak pomimo swojego daru nie jest w stanie nic zmienić w swojej linii czasu. Podczas skoku Henry powoli znika, pozostaje ubranie, a jego nagie ciało doznaje przeniesienia do innego czasu w przeszłości lub przyszłości. Pojedyncza podróż najczęściej trwa od kilku do kilkudziesięciu minut, jednak w życiu Henry'ego zdarzają się również przeskoki trwające kilkanaście dni.

## Obsada
- Rachel McAdams – Clare Abshire
- Eric Bana – Henry De Tamble
- Brooklynn Proulx – młoda Clare
- Maggie Castle – Alicia Abshire
- Hailey McCann – Alba
- Michelle Nolden – Annette De Tamble
- Philip Craig – Philip Abshire
- Jane McLean – Charisse
- Alex Ferris – młody Henry
- Brian Bisson – Mark Abshire